# Ntwike
Ntwike ist ein Verwaltungsbezirk (englisch Ward) des Distrikts Iramba in der tansanischen Region Singida.

## Geografie
Ntwike ist ein Bezirk im nördlichen Zentralteil von Tansania etwa 85 Kilometer Luftlinie nordwestlich der Regionshauptstadt Singida. Die Grenze im Westen und im Norden liegt im Sumpfgebiet des Kitangirisees. Bei der Volkszählung 2022 lebten 24.629 Menschen in 5791 Haushalten auf einer Fläche von 424 Quadratkilometern.

### Nachbarbezirke
Der Bezirk grenzt im Norden an die Regionen Shinyanga und Simyu.
| Isakamaliwa | Kishapu (SHY) Meatu (SMY)                   | Tulya       |
| Mbutu       | Kompassrose, die auf Nachbargemeinden zeigt | Kisiriri    |
| Mgongo      | Shelui                                      | Old-Kiomboi |

## Gliederung
Der Bezirk besteht aus fünf Gemeinden (swahili Mtaa) mit 33 Orten (Kitongoji):
| Mingela - Jengelyampandi - Mingela - Tyelu - Milambo - Inonelo - Wagamoyo | Nsunsu - Yalyamwana - Mongo - Mnembule - Nsunsu A - Nsunsu B - Juju - Ng’unga - Sangasa | Ntwike - Monele - Munsunsu - Msanga - Kisuamando - Ityanga - Ilyepu - Munsanga | Nkonkilangi - Mnsele - Nkonkilangi Kati - Ipuli - Kisiwani - Kityungulu - Kibululu | Shelui II - Miembeni - Msisi - Kyulungu - Ilyomo - Shelui - Shungilo |

## Bildung
Die Ntwike Secondary School ist eine staatliche weiterführende Schule, die rund 120 Mädchen und Burschen bis zur 4. Stufe ausbildet.